# Démographie du Sahara occidental
Cet article contient des statistiques sur la démographie du Sahara occidental.